# Pierre d’Amiens
Pierre d’Amiens († Sommer 1204 in Philippi) war ein französischer Ritter des vierten Kreuzzuges. Er war ein Sohn des Kastellans Dreux von Amiens und der Marguerite de Saint-Pol. Nach dem Tod seines Vaters erbte er neben der Kastellanei von Amiens die Burgen von Vignacourt und Flixecourt (heute im Département Somme).
Gemeinsam mit seinem Vetter mütterlicherseits, Graf Hugo IV. von Saint-Pol, nahm Pierre d’Amiens im Frühjahr 1200 das Kreuz zum vierten Kreuzzug. Offenbar hegte er nach der Eroberung von Zara (1202) Zweifel bezüglich der Umleitung des Kreuzzuges nach Konstantinopel. Villehardouin berichtet, dass auf Korfu mehrere Ritter, darunter Pierre d’Amiens, die Absicht kundtaten, sich vom Heer zu trennen, um den Kampf des Grafen Walter III. von Brienne in Unteritalien zu unterstützen. Bereits bei Zara hatte eine größere Gruppe um Simon de Montfort das Heer verlassen, um auf eigene Faust nach Syrien zu ziehen. Die maßgebenden Kreuzzugsführer aber konnten die desertierungswilligen Ritter zum Bleiben überreden mit der Argumentation, dass eine weitere personelle Schwächung die Siegchancen des ausgedünnten Heeres bei dem zu erwartenden Kampf um Konstantinopel beeinträchtigen würde. Außerdem appellierten sie an die Ehre der Ritter, nicht ihren Kreuzzugseid zu brechen und ihre Kameraden im Stich zu lassen. Davon umgestimmt beschworen die Abweichler gemeinsam mit dem restlichen Heer auf heiligen Reliquien ihre weitere Geschlossenheit und Loyalität zur Sache.
Bei der ersten Belagerung von Konstantinopel (Juli 1203) übernahm Pierre d’Amiens zusammen mit dem Grafen von Saint-Pol das Kommando über eine der Angriffsreihen der Kreuzfahrer. Der Chronist und Ritter Robert de Clari beschrieb dabei seine herausragende Tapferkeit und Einsatzbereitschaft. Robert de Clari war ein Vasall von Pierre d’Amiens und begleitete diesen gemeinsam mit seinem Bruder, dem Mönch Alleaume de Clari, auf dem Kreuzzug. Bei der zweiten entscheidenden Erstürmung der Stadt (April 1204) beschrieb Robert de Clari die Heldentat seines Herrn, nachdem der Angriff nach der Einnahme zweier Türme aufgrund des starken Widerstandes stagnierte. Da habe Pierre d’Amiens die Initiative ergriffen und mit einer Gruppe Rittern und Sergeanten, darunter die Clari-Brüder, die Mauern von Konstantinopel überwunden und eines der Tore geöffnet, durch das die Kreuzfahrer in die Stadt eindringen konnten und somit den Fall von Konstantinopel besiegelten. Von Villehardouin wurde diese Tat nicht erwähnt, womöglich weil sich Pierre d’Amiens als einer der Aufrührer von Korfu bei ihm unbeliebt gemacht hatte.
Nach der Eroberung von Konstantinopel gehörte Pierre d’Amiens dem Gefolge des ersten lateinischen Kaisers Balduin I. an, den er bei der Eroberung von Thessalonike im Sommer 1204 begleitete. Kurz darauf befiel eine Seuche das Heer an der unter anderem Pierre d’Amiens erkrankte. Nach de Clari starb er in der Stadt Philippi, in der einst Alexander der Große geboren worden sei.